# Unione Sportiva Ivrea 1965-1966
Questa pagina raccoglie le informazioni riguardanti l'Unione Sportiva Ivrea nelle competizioni ufficiali della stagione 1965-1966.

## Rosa
| N. |                   | Ruolo | Calciatore          |
| -- | ----------------- | ----- | ------------------- |
|    | Italia (bandiera) | C     | Giuseppe Alberti    |
|    | Italia (bandiera) | A     | Pierangelo Ballario |
|    | Italia (bandiera) | C     | Romano Bertetto     |
|    | Italia (bandiera) | A     | Luigi Bianco        |
|    | Italia (bandiera) | P     | Angelo Bortolan     |
|    | Italia (bandiera) | C     | Giovanni Eridano    |
|    | Italia (bandiera) | C     | Silvio Favetto      |
|    | Italia (bandiera) | C     | Italo Ferrari       |
|    | Italia (bandiera) | P     | Dino Galli          |
|    | Italia (bandiera) | D     | Bruno Garzena       |
|    | Italia (bandiera) | D     | Renzo Grazziutti    |
|    | Italia (bandiera) | C     | Mario Invernizzi    |
|    | Italia (bandiera) | C     | Giorgio Mariani     |

| N. |                   | Ruolo | Calciatore        |
| -- | ----------------- | ----- | ----------------- |
|    | Italia (bandiera) | D     | Paolo Martinelli  |
|    | Italia (bandiera) | A     | Giovanni Paggi    |
|    | Italia (bandiera) | A     | Andrea Pali       |
|    | Italia (bandiera) | C     | Giuseppe Ravello  |
|    | Italia (bandiera) | D     | Luciano Ricci     |
|    | Italia (bandiera) | A     | Nunzio Santoro    |
|    | Italia (bandiera) | C     | Sergio Sattolo    |
|    | Italia (bandiera) | A     | Gino Scrignar     |
|    | Italia (bandiera) | A     | Aldo Silva        |
|    | Italia (bandiera) | A     | Alessandro Stocco |
|    | Italia (bandiera) | D     | Umberto Strucchi  |
|    | Italia (bandiera) | D     | Mario Zanini      |
|    | Italia (bandiera) | D     | Zelco Zgrablic    |